# Kegljevac
Kegljevac falu Horvátországban Belovár-Bilogora megyében. Közigazgatásilag Veliko Trojstvo községhez tartozik.

## Fekvése
Belovártól légvonalban 12, közúton 15 km-re északkeletre, községközpontjától légvonalban 5, közúton 6 km-re északra, a Bilo-hegység délnyugati lejtőin, a Bellovaczka-patak mentén fekszik.

## Története
A falu akkor keletkezett, amikor a török uralom után a 17. századtól a területre folyamatosan telepítették be a keresztény lakosságot. A település 1774-ben az első katonai felmérés térképén a falu „Dorf Keglyevecz” néven szerepel. A település katonai közigazgatás idején a szentgyörgyi ezredhez tartozott.
Lipszky János 1808-ban Budán kiadott repertóriumában „Keglyevecz” néven szerepel.  
Nagy Lajos 1829-ben kiadott művében „Keglevacz” néven 6 házzal, 65 katolikus vallású lakossal találjuk.
A katonai közigazgatás megszüntetése után Magyar Királyságon belül Horvátország részeként, Belovár-Kőrös vármegye Belovári járásának része volt. A településnek 1857-ben 75, 1910-ben 130 lakosa volt. Az 1910-es népszámlálás szerint teljes lakossága horvát anyanyelvű volt. 1918-ban az új szerb-horvát-szlovén állam, majd később Jugoszlávia része lett. 1941 és 1945 között a németbarát Független Horvát Államhoz, majd a háború után a szocialista Jugoszláviához tartozott. A háború után a fiatalok elvándorlása miatt lakossága folyamatosan csökkent. 1991-től a független Horvátország része. 1991-ben teljes lakossága horvát nemzetiségű volt. 2011-ben a településnek 63 lakosa volt.

## Lakossága
| Lakosság változása | Lakosság változása | Lakosság változása | Lakosság változása | Lakosság változása | Lakosság változása | Lakosság változása | Lakosság változása | Lakosság változása | Lakosság változása | Lakosság változása | Lakosság változása | Lakosság változása | Lakosság változása | Lakosság változása | Lakosság változása |
| ------------------ | ------------------ | ------------------ | ------------------ | ------------------ | ------------------ | ------------------ | ------------------ | ------------------ | ------------------ | ------------------ | ------------------ | ------------------ | ------------------ | ------------------ | ------------------ |
| 1857               | 1869               | 1880               | 1890               | 1900               | 1910               | 1921               | 1931               | 1948               | 1953               | 1961               | 1971               | 1981               | 1991               | 2001               | 2011               |
| 75                 | 89                 | 100                | 103                | 108                | 130                | 129                | 127                | 137                | 131                | 159                | 131                | 113                | 88                 | 87                 | 63                 |